# フェルディナント・ゲオルク・フォン・ザクセン＝コーブルク＝ザールフェルト＝コハーリ
フェルディナント・フォン・ザクセン＝コーブルク＝ザールフェルト＝コハーリ（ドイツ語: Ferdinand von Sachsen-Coburg-Saalfeld-Koháry, 1785年3月28日 - 1851年8月27日）は、ザクセン＝コーブルク＝ゴータ公子。ハンガリー語名はサース＝コブルグ＝ゴタイ・フェルディナーンド（Szász-Coburg-Gothai Ferdinánd）。

## 生涯
ザクセン＝コーブルク＝ザールフェルト公フランツと妃アウグステ・ロイス・ツー・エーベルスドルフの三男として生まれる。ザクセン＝コーブルク＝ゴータ公エルンスト1世は兄、ベルギー国王レオポルド1世は弟にあたる。
1815年11月30日、ウィーンで資産家だったハンガリーのマグナート（貴族）コハーリ家の女子相続人マーリア・アントーニアと結婚。間に3男1女が生まれた。
- フェルディナント・アウグスト・フランツ・アントン（1816年 - 1885年） - ポルトガル女王マリア2世の王配
- アウグスト・ルートヴィヒ・ヴィクトル（1818年 - 1881年） - フランス王女クレマンティーヌと結婚。ブルガリア王フェルディナントの父。
- ヴィクトリア・フランツィスカ・アントーニア・ユリアーネ・ルイーゼ（1822年 - 1857年） - ヌムール公ルイ・ドルレアンと結婚。
- レオポルト・フランツ・ユリウス（英語版）（1824年 - 1884年） - コンスタンツェ・ガイガーと貴賤結婚。

1826年、義父のコハーリ侯フェレンツ・ヨージェフが死去すると、コハーリの家名を継いでザクセン＝コーブルク＝ザールフェルト＝コハーリと名乗った。宗家のザクセン＝コーブルク＝ゴータ家は元来ルター派の信徒であったが、コハーリ家を継いだこの一族はカトリック信徒であることから、フランスやポルトガルなどカトリック王侯との通婚が盛んとなった。